# Campionats del món de ciclisme en ruta de 1984
Els Campionats del món de ciclisme en ruta de 1984 es disputaren EL 2 de setembre de 1984 a Barcelona, Catalunya. Per culpa de la disputa dels Jocs Olímpics de Los Angeles sols es disputà la prova professional individual masculina.

## Resultats
| Proves :                         | Or                           | Or         | Argent                 | Argent | Bronze               | Bronze   |
| Masculines                       |                              |            |                        |        |                      |          |
| Cursa en línia masculina detalls | Claude Criquielion · Bèlgica | 6h 46' 46" | Claudio Corti · Itàlia | + 14"  | Steve Bauer · Canadà | + 1' 01" |

## Medaller
| Posició | País    | Or | Plata | Bronze | Total |
| 1       | Bèlgica | 1  | 0     | 0      | 1     |
| 2       | Itàlia  | 0  | 1     | 0      | 1     |
| 3       | Canadà  | 0  | 0     | 1      | 1     |
| Total   | Total   | 1  | 1     | 1      | 3     |